# Рудник Алпис
Рудник Алпис – гірничодобувне підприємство в Павлодарській області Казахстану, яке здійснює розробку однойменного золото-колчедан-барит-поліметалічного родовища.
Родовище відкрили у 1977 році і вже у 1979-му почали його розробку за допомогою кар’єру Алпис І. В 1993-му роботи на Алпис І, глибина якого на той момент досягнула 180 метрів, зупинили через зниження вмісту металів у руді.
Натомість з  1992-го почав роботу кар’єр Алпис ІІ річною продуктивністю 200 тисяч тон руди, за допомогою якого збирались вилучити 3,4 млн тон руди з досягненням глибини кар’єру у 240 метрів. З 1992 – 1997 роки з Алпис ІІ отримали 430 тисяч тон руди, після чого план подальших робіт скоригували та встановили максимальну глибину кар’єру у 130 метрів, після чого залишкові підкар’єрні запаси збирались вилучити підземним способом.
У відповідності до складеного в 2006-му проекту відновились роботи у блоці Алпин І, при цьому в кар’єрі на глибині у 70 метрів облаштували транспортний ухил, який станом на 2014 рік спускається на 75 метрів і додатково сполучений з поверхнею через квершлаг та вентиляційно-ліфтовий повстаючий стовбур.
В 2013-му з Алпис видобули 280 тисяч тон мідної руди, яка містила 2,3 тисяч тон міді, 0,9 тисяч тон цинку та 256 кг золота. Станом на початок 2014 року залишкові балансові запаси руди родовища оцінювались у 3,2 млн тон, в якій знаходиться 5,5 тон золота, 46 тисячі тон міді та 20 тисяч тон цинку).
Розробку Алпис веде компанія «Майкаїнзолото», яка наразі через Rence Enterprises належить «Русской медной компании», що відправляє золотовмісний концентрат для аффінажу на заводі «Карабашмедь», тоді як мідний концентрат закуповують російський «Челябінський цинковий завод» та узбецький Алмалицький гірничо-металургійний комбінат.